# Тит Витразий Полион (консул 137 г.)
Тит Витразий Полион (на латински: Titus Vitrasius Pollio) e римски политик и сенатор през 2 век.
Полион произхожда от патрицианската фамилия Витразии, клон Полион от Нурсия (Nursia). Син е на Тит Витразий Полион, който е прокуратор на Египет по времето на император Клавдий (41 – 54). Дядо му Гай Витразий Полион‎ († 32 г.) е управител на Египет по времето на император Тиберий (14 – 37). Роднина е и с Луций Витразий Фламинин (суфектконсул 122 г.).
Полион служи като легат в Лугдунум в римската провинция Лугдунска Галия. През 137 г. е суфектконсул по време на управлението на император Адриан (117 – 138).
Баща е на Тит Помпоний Прокул Витразий Полион (суфектконсул 151 г. и консул 176 г.), женен за Ания Фундания Фаустина, дъщеря на Марк Аний Либон (консул 128 г.) и братовчедка на Марк Аврелий. Внучката му Витразия Фаустина поръчва убийството на втория си братовчед по майчина линия Комод през 181 или 182 г. Внукът му Тит Фунданий Витразий Полион е екзекутиран през 182 г.